# Buyan Sechen Khan
 (février 2017).
Si vous disposez d'ouvrages ou d'articles de référence ou si vous connaissez des sites web de qualité traitant du thème abordé ici, merci de compléter l'article en donnant les références utiles à sa vérifiabilité et en les liant à la section « Notes et références ».
Buyan Sechen Khaan (mongol : Буян сэцэн хаан) est un khagan des Mongols de la Dynastie Yuan du Nord